# Thorkil Myrdahl
Thorkil Christian Myrdahl (10. december 1894 i København – 21. april 1945 sammesteds) var en dansk byretspræsident, som under besættelsen blev offer for clearingmord.
Han var søn af læge Jens Christian Meyer Myrdahl og Thora Hedevig Petersen, blev 1912 student fra Schneekloths Skole og 1918 cand. jur. Samme år blev han ansat som assistent i Justitsministeriet, hvor han 1919 avancerede til fungerende sekretær, året efter fast ansat og 1930 fuldmægtig. 1920-31 var han sekretær hos justitsministeren. 1932 blev han udnævnt til dommer i Københavns Byret, blev 1941 dommer i Østre Landsret og blev 23. januar 1945 (fra 1. februar) præsident for Københavns Byret.
1919-24 var han tillige sagførerfuldmægtig, 1924 landsretssagfører (beskikkelse deponeret); 1924-30 fungerende fuldmægtig ved Københavns Amts søndre birk; 1925-32 sekretær ved de nordiske juristmøders danske bestyrelse, 1930-41 ved Akkordretten; 1930 medlem af og sekretær ved Konkurslovkommissionen (1934-41 formand); 1935-40 formand for Valuta-Ankenævnet og fra 1940 for Ankenævnet vedrørende Vareforsyningssager; 1935 likvidator for A/S Spareuret; 1939 medlem af bestyrelsen for Den Danske Dommerforening, 1940 af bestyrelsen for Fængselshjælpens og Fængselsselskabernes Samvirke; 1940 suppleant til og 1941 medlem af formandskabet for Arbejds- og Forligsnævnet; fra 1943 censor ved de juridiske eksaminer ved Københavns Universitet og 1921-37 halvkompagnifører i Akademisk Skyttekorps. 24. marts 1937 blev han Ridder af Dannebrog og var også Ridder af 1. klasse af Vasaordenen.
Myrdahl blev gift 5. november 1936 i Holmens Kirke med Vera Marie Lemvigh-Müller (17. februar 1899 i København -), datter af Magnus Nicolai Bülow Lemvigh-Müller.
Thorkil Myrdahl blev myrdet om natten i sin seng i sit hjem, Frederiksborggade 26, under den såkaldte "bombenat" i København, hvor Lorenzen-gruppen i anledning af Adolf Hitlers fødselsdag myrdede 12 mennesker i hovedstaden og forøvede hærværk mod adskillige butikker. HIPO-mændene havde tyske "køresedler" på hver eneste af nattens ugerninger, som udpegede egnede personer som mål for clearingmord. Thorkil Myrdahl blev skudt af to mænd, ramt i maven og døde i ambulancen på vej til hospitalet.
Han blev begravet fra Trinitatis Kirke.
Der er opsat en mindeplade for Myrdahl på Domhuset i København.